# Lonicera cyanocarpa
Lonicera cyanocarpa är en kaprifolväxtart som beskrevs av Adrien René Franchet. Lonicera cyanocarpa ingår i släktet tryar, och familjen kaprifolväxter. Utöver nominatformen finns också underarten L. c. porphyrantha.